# Mariposa n.º 350
Mariposa n.º 350 es un municipio rural canadiense situado en la provincia de Saskatchewan.

## Superficie
Mariposa n.º 350 tiene una superficie de 635,16 km².

## Demografía
En 2021, tenía 291 habitantes, una densidad poblacional de 0,5 hab./km², y 86 viviendas.